# Marta Masłowska
Marta Masłowska (ur. 21 marca 2003) – polska koszykarka, występująca na pozycjach rzucającej lub niskiej skrzydłowej, od 2023 zawodniczka SKK Polonii Warszawa.
11 października 2023 została zawodmniczką SKK Polonii Warszawa.

## Osiągnięcia
Stan na 6 maja 2024, na podstawie, o ile nie zaznaczono inaczej.

### Drużynowe

#### Seniorskie
5x5
- 4. miejsce w I lidze (2021, 2022)[4]

#### Młodzieżowe
5x5
- Wicemistrzyni Ogólnopolskiej Olimpiadzie Młodzieży (2016)

3x3
- Mistrzyni Wielkopolski 3x3 U–23 (2022)
- Brązowa medalistka młodzieżowych mistrzostw Polski 3x3 U–23 (2021)

### Indywidualne
- Zaliczona do I składu Młodzieżowego Pucharu Polski (2022)
- Liderka strzelczyń IV Memoriału Bohdana Bartosiewicza (2023)

### Reprezentacja
- Wicemistrzyni Skills Challenges U–17 (2020)
- Brązowa medalistka:
  - FIBA U–18 Women’s European Challengers (2021)
  - Turnieju Nadziei Olimpijskich z reprezentacją Polski U–15 (2018)
- Uczestniczka:
  - mistrzostw Europy:
    - U–20 (2022 – 7. miejsce, 2023 – 11. miejsce)[5][6]
    - U–16 (2019 – 14. miejsce)[7]

  - Letniego Olimpijskiego Festiwalu Młodzieży Europy (2019)